# The Cruel Sea (filme)
The Cruel Sea (Brasil: Mar Cruel / Portugal: O Mar Cruel) é um filme britânico de 1953, do gênero drama de guerra, dirigido por Charles Frend e estrelado por Jack Hawkins e Donald Sinden.
O filme, no estilo docudrama, é uma das produções mais subestimadas e comoventes entre aquelas ambientadas na Segunda Guerra Mundial.
Segundo Ken Wlaschin, The Cruel Sea é um dos onze melhores trabalhos de Jack Hawkins e um dos que o transformaram em astro internacional.

## Sinopse
O Tenente Ericson, da Marinha Britânica, é promovido a capitão de uma corveta, cuja missão é escoltar comboios que trafegam pelo Atlântico. Ericson anda inseguro desde que perdeu seu último navio e a maioria de seus homens em um ataque de U-boats alemães. A nova equipagem é formada principalmente por gente sem experiência, o que o coloca no mortal dilema entre destruir um navio inimigo ou poupar a vida de seus comandados.

## Premiações
| Patrocinador                                  | Prêmio | Categoria                                                                        | Situação |
| --------------------------------------------- | ------ | -------------------------------------------------------------------------------- | -------- |
| Academia de Artes e Ciências Cinematográficas | Oscar  | Melhor Roteiro Adaptado                                                          | Indicado |
| British Academy of Film and Television Arts   | BAFTA  | Melhor Filme Britânico Melhor Filme de Qualquer Fonte Melhor Ator (Jack Hawkins) | Indicado |

## Elenco
| Ator/Atriz       | Personagem |
| ---------------- | ---------- |
| Jack Hawkins     | Ericson    |
| Donald Sinden    | Lockhart   |
| Denholm Elliott  | Morell     |
| John Stratton    | Ferraby    |
| John Warner      | Baker      |
| Stanley Baker    | Bennett    |
| Bruce Seton      | Tallow     |
| Liam Redmond     | Watts      |
| Virginia McKenna | Virginia   |
| Moira Lister     | Elaine     |
| June Thorburn    | Doris      |
| Meredith Edwards | Wells      |
| Glyn Houston     | Phillips   |
| Alec McCowen     | Tonbridge  |